# Antireligiöses Abc
Das Antireligiöse Abc bzw. Antireligiöse Alphabet (russisch Антирелигиозная Азбука / Antireligiosnaja Asbuka, wiss. Transliteration Antireligioznaja Azbuka) oder Sowjetisches Antireligiöses Abc-Buch usw. wurde 1933 in Moskau und Leningrad in der UdSSR veröffentlicht.

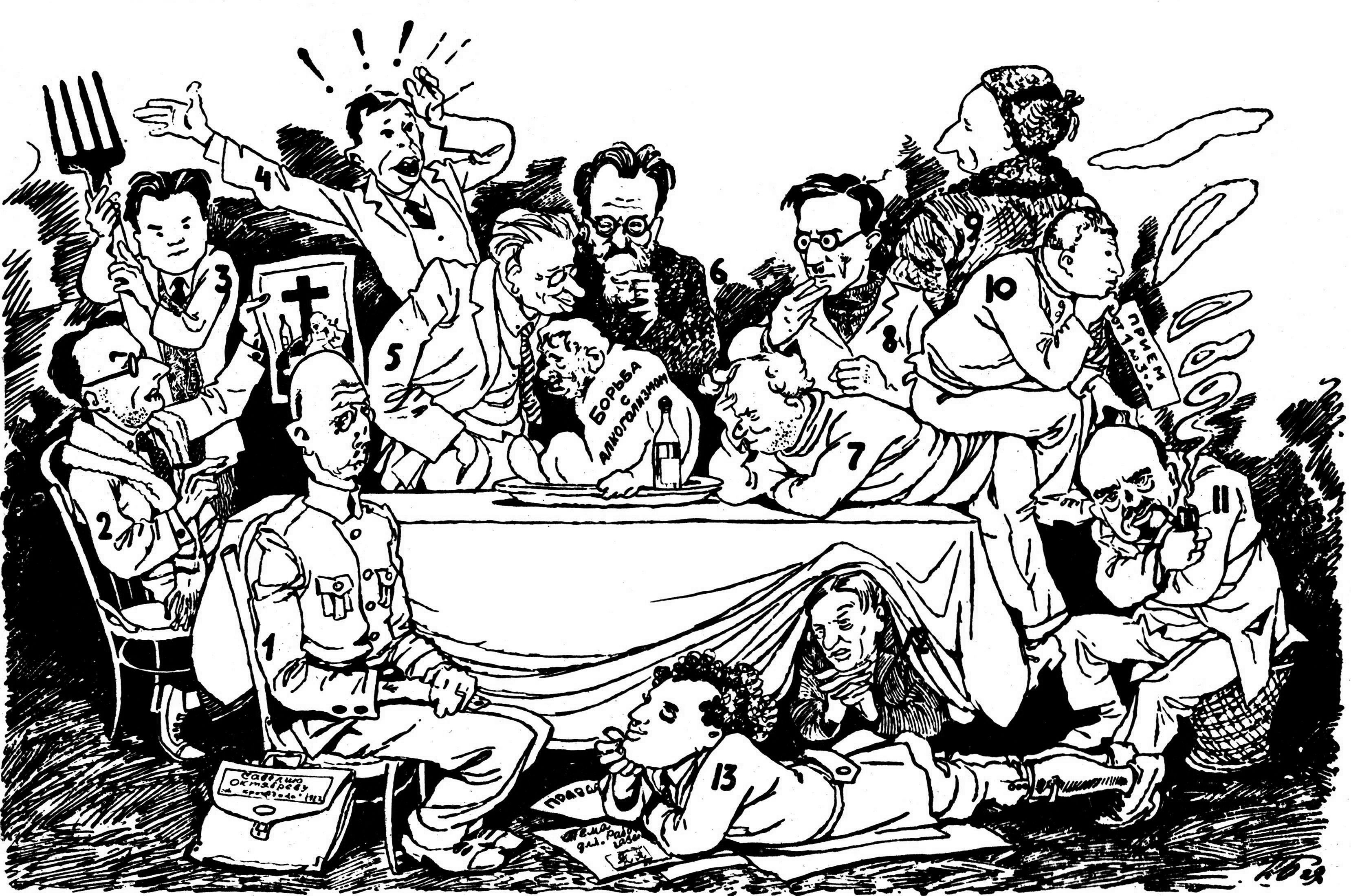
Michail Tscheremnych (hinten oben rechts stehend) in der Redaktion des Satiremagazins Krokodil (1929) – Zeichnung von P. Beljanin

## Einführung
Der Autor der antireligiösen und antiklerikalen Bilder, Michail Tscheremnych (1890–1962), war ein sowjetischer Karikaturist und Meister des Propagandaposters, einer der Begründer der berühmten satirischen Karikaturen der Rosta-Fenster. Er stand dem Maler und Karikaturisten Iwan Maljutin und dem Dichter Wladimir Majakowski nahe.
Künstlerisch gestaltete Alphabete (ABC-Bücher) waren zu seiner Zeit beliebt, beispielsweise hatte Sergei Merkurow 1931 sein Sowetskaja erotitscheskaja asbuka (Sowjetisches erotisches Alphabet, russisch Советская эротическая азбука Sovetskaja ėrotičeskaja azbuka) veröffentlicht.
Jedes Wort der die 28 Bilder begleitenden poetischen Sätze (von M. A. Tscheremnych) des Antireligiösen Alphabets beginnt mit dem entsprechenden Buchstaben des russischen Alphabets. Gleich auf dem ersten Bild (dem Titelbild mit der Aufschrift Antireligiöses Alphabet) ist ein Erstklässler mit einer Budjonny-Mütze (budjonowka) auf dem Kopf und einer Schreibtafel unter dem Arm (mit dem ersten kyrillischen Groß- und Kleinbuchstaben in russischer Schrift) zu sehen. Die Illustrationen selbst geben einen lebendigen Einblick in die Einstellung zur Religion in den ersten Jahrzehnten der Sowjetzeit.
Michail Tscheremnych gilt auch als vollendeter Meister der religiösen Satire. Sein atheistisches Plakat Sektant – kulazki Petruschka beispielsweise zeigt eine Petruschka-Handpuppe in Form eines Sektierers in den Händen eines kulakischen Pfarrers. In seinem gegen keine bestimmte Religion gerichteten Antireligiösen Alphabet (in dem die Russisch-Orthodoxe Kirche freilich einen breiten Raum einnimmt) sind die satirischen Zeichnungen des Künstlers mit scharfen Couplets in alphabetischer Reihenfolge angeordnet. Zum Beispiel wurde der Buchstabe „B“ von den Worten begleitet: Broste, bratzy, Bogow bojatsja („Hört auf damit, Brüder, die Götter zu fürchten“), während unter dem nächsten Buchstaben zu lesen war: Wera wredna, wrednei wina („Der Glaube ist schädlich, ungesünder als Wein“).

## Bilder (Asbuka / ABC)
Die Angaben zu den einzelnen Bildtexten (russisch/deutsche Übersetzung) erfolgen teils in sinngemäßer Übersetzung.
| А. Антирелигиозная азбука                         | A. Antireligiöses Alphabet                                             |
| Б. Бросьте, братцы, Богов бояться                 | B. Hört auf damit, Brüder, die Götter zu fürchten                      |
| В. Вера вредна, вредней вина                      | W. Der Glaube ist schädlich, schädlicher als Wein                      |
| Г. Глас господень господам годен                  | G. Die Stimme des Herrn (Kirchenslawisch) ist gut für die Herrschaften |
| Д. Долой древнюю дедовскую деревню                | D. Nieder mit dem alten Dorf des Großvaters                            |
| Е. Еле-еле епископы ели                           | E. Die Bischöfe konnten es kaum essen                                  |
| Ж. Жреца жало жертву ждало                        | Sch. Der Stachel des Priesters wartet auf sein Opfer                   |
| З. Знахаря заклинания замени знанием              | S. Die Zaubersprüche des Quacksalbers werden durch Wissen ersetzt      |
| И. Изобличено ими изменника имя                   | I. Sie haben den Namen des Verräters aufgedeckt                        |
| К. Колоколам конец – куй, кузнец                  | K. Mit den Kirchenglocken ist es vorbei – Schmied, schmiede!           |
| Л. Льется лава лжи лукавой                        | L. Ein Sturzbach der betrügerischen Lügen                              |
| М. Мешают мощи машинной мощи                      | M. Sie stehen der Leistung der Maschine im Wege                        |
| Н. Небесной награды не надо                       | N. Himmlischer Lohn: Kein Bedarf                                       |
| О. Образами отче обманывал очень                  | O. Die Bilder des Priesters täuschen sehr stark                        |
| П. Пресвятым пастырям пролетарского пластыря      | P. Dem Heiligen Hirten einen proletarischen Tritt                      |
| Р. Религии рай, рисунок, разоблачай               | R. Religionen des Paradieses, Zeichnung, Entlarvung                    |
| С. Сказки – святцы стоит смеяться                 | S. Märchen – gut zum Lachen!                                           |
| Т. Тащи так-то, товарищ трактор                   | T. Zieh so und so, Traktor-Genosse                                     |
| У. Угодников уничтожай, умножай урожай            | U. Vernichtet die Wunderwerker, vervielfacht die Ernte                 |
| Ф. Фабрикант Форд фашизма форт                    | F. Fabrikant Ford, ein Fort (Bollwerk) des Faschismus                  |
| Х. Хвалятся Христом, хозяйничают хлыстом          | Ch. Christus auf der Zunge, die Peitsche in der Hand                   |
| Ц. Царство церквей – царство цепей                | Z. Das Reich der Kirchen – ein Reich der Ketten                        |
| Ч. Читай четко: чушь – четки                      | Tsch. Lese laut vor: Der Rosenkranz ist für den Müll                   |
| Ш. Штурмуй шаманов – шайку шарлатанов             | Sch. Stürmt auf die Schamanen ein, eine Bande von Scharlatanen         |
| Щ. Щемите, щипцы, щетинистые щупальца             | Schtsch. Zerkneift mit der Zange die borstigen Tentakeln               |
| Э. Электрическим экскаватором этих эксплуататоров | E. Die Ausbeuter mit dem Elektrobagger loswerden                       |
| Ю. Юродивый юркий юродствует юрко                 | Ju. Der kluge Prophet verspottet den Narren!                           |
| Я. Ядовитого языка ярость ярка                    | Ja. Die geifernde Wut der Giftzunge                                    |